# SummerSlam (2015)
SummerSlam (2015) — двадцать восьмое в истории шоу SummerSlam, PPV-шоу производства американского рестлинг-промоушна WWE. Шоу прошло 23 августа 2015 года в «Барклайс-центре» в Бруклине Нью-Йорк, штат Нью-Йорк, США) и стало первым шоу SummerSlam с 2008 года, которое прошло не в Лос-Анджелесском «Стэйплс-центре», в котором проходили августовские PPV с 2009 по 2014 год. Оно также стало восьмым подобным шоу, проходившем в Нью-Йоркской агломерации (1988, 1989, 1991, 1997, 1998, 2002 и 2007). Первоначально предполагалось, что SummerSlam пройдёт в «Айзод-центре», однако, из-за закрытия сооружения в апреле 2015 года шоу перенесли в «Барклайс-центр». Ещё одним отличием этого шоу станет его четырёхчасовой формат. Ранее в подобном формате проходили лишь PPV Рестлмания.

## Предыстория
Во время SummerSlam пройдёт 10 матчей которые станут завершением или продолжением сюжетных линий и заранее подготовленных сценариев. До шоу был проведен ряд предварительных поединков для создания сюжетных линий, развязка или продолжение которых должно было пройти на SummerSlam.
В 2014 году на Рестлмании XXX Брок Леснар прервал беспроигрышную серию Гробовщика на Рестлманиях. В августе того же года на SummerSlam Леснар одержал победу над Джоном Синой и завоевал титул чемпиона мира в тяжёлом весе WWE. Он удерживал этот титул до Рестлмании 31, на которой Сет Роллинс использовал своё контракт «Деньги в банке» и завоевал чемпионский титул. На шоу Battleground прошёл матч-реванш, однако в ход поединка вмешался Гробовщик, напав на Леснара, а сам матч кончился исчезновением Роллинса и судьи с ринга. Первоначально было объявлено, что поединок закончился без результата, но 20 июля на шоу Raw Леснар был объявлен победителем, а также анонсирован бой на SummerSlam между Гробовщиком и Броком Леснаром. Для Гробовщика этот поединок станет первым на SummerSlam с 2008 года и первым появлением на pay-per-view шоу WWE (не считая участия в Рестлманиях) с Bragging Rights 2010 года.
Райбэк выиграл вакантный титул интерконтинентального чемпиона WWE на шоу Elimination Chamber в матче в «Камере уничтожения». Уже на следующий день был назначен поединок, в котором новый чемпион должен был защищать свой титул против Миза, но в матч вмешался Биг Шоу из-за чего бой не выявил победителя. На Battleground Райбэк должен был защищать титул интерконтинентального чемпиона WWE в матче «Тройная угроза» против Биг Шоу и Миза, однако матч был отменён из-за травмы чемпиона. 6 августа на сайте WWE.com было объявлено, что матч перенесён на SummerSlam.

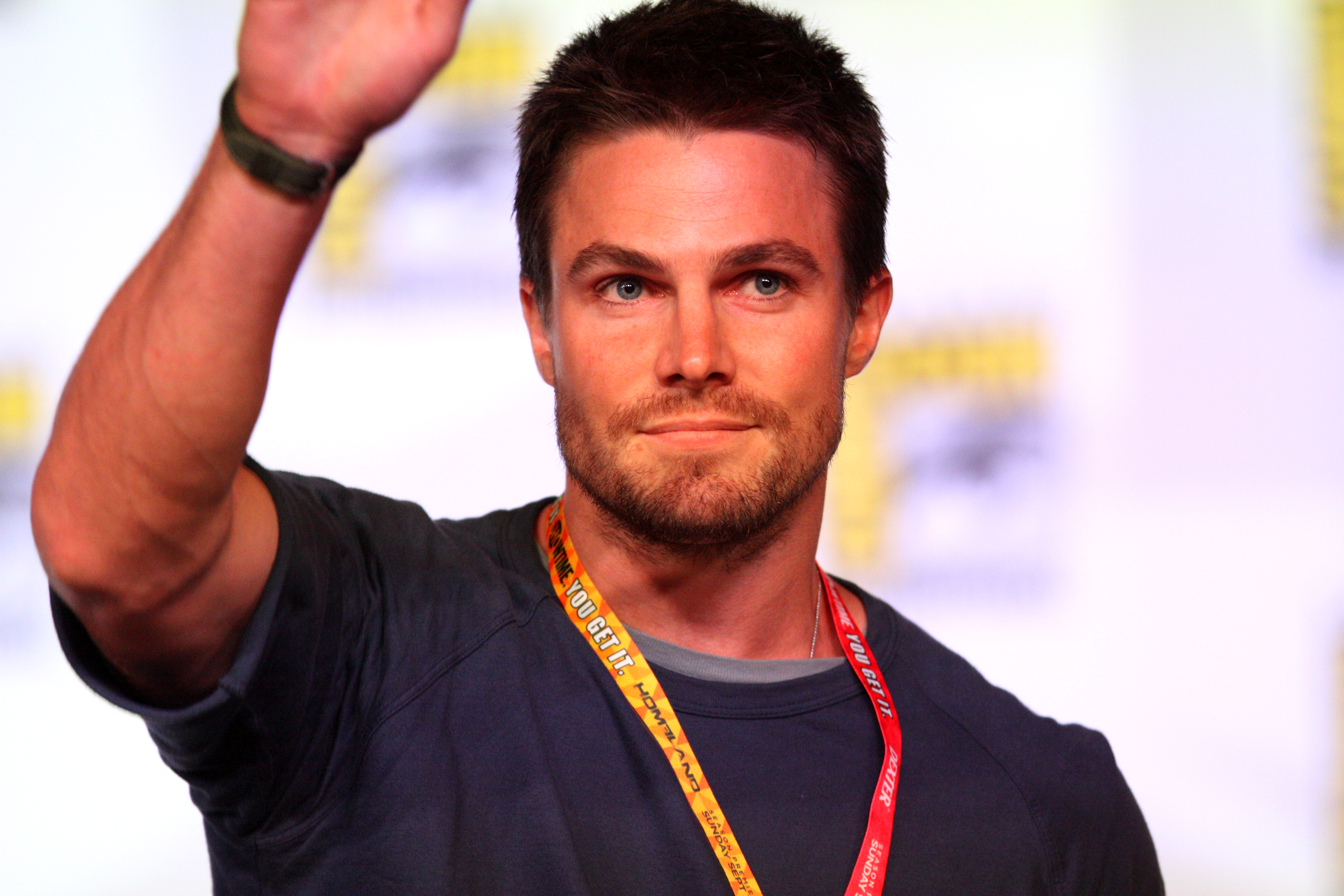
Стивен Амелл объединился в команду с Невиллом в противостояни со Стардастом и Барреттом.

25 мая на Raw Стардаст вступил в конфронтацию со специальный гостем Стивеном Амеллом, после чего проиграл Невиллу. 13 июля на Raw Стардаст сумел взять реванш у своего соперника. 10 августа Стивен Амелл вновь был специальным гостем шоу, в котором Невилл победил Короля Барретта, но затем подвергся нападению Стардаста. Затем Стардаст ударил Амелла, после чего тот выбежал на ринг и начал драться со своим обидчиком. После того, как пару разняли, Невилл и Амелл уговорили Triple H дать им возможность принять участие в командном матче против Стардаста и Барретта на SummerSlam.
18 мая на Raw Лана разорвала отношения с Русевым и начала встречаться с Дольфом Зигглером, тем самым совершив фейс-тёрн. После многочисленных попыток вернуть Лану, Русев начал встречаться с Саммер Рэй. 6 июля Русев напал на Дольфа Зигглера, в результате чего последний получил травму. 17 августа Зигглер вернулся на ринг, напав на Русева. Тем же вечером было объявлено что на SummerSlam пройдёт матч между Зигглером и Русевым.
На Money in the Bank Брэй Уайатт вмешался в матч с лестницами за кейс Money in the Bank, где помешал Роману Рейнсу. На Battleground Брэй Уайатт победил Романа Рейнса, после того как в матч вмешался Люк Харпер. На RAW от 20 июля Дин Эмброус был менеджером Романа Рейнса и тот победил Люка Харпера по дисквалификации. На SmackDown! от 6 августа Роман Рейнс вызвал Уайатта на командный матч на SummerSlam, Роман Рейнс и Дин Эмброус против Брэя Уайатта и Люка Харпера.
На SmackDown! от 18 июня Алисия Фокс объединилась с Бри и Никки Беллой, помогая последним в матче против Пэйдж, позже девушки назовут свою группировку Team Bella. На RAW от 13 июля 2015 года, Стефани Макмэн прервала промо Близняшек Белл, и заявила что див ждёт «революция», после чего представила дебютанток из NXT Шарлотту, Бекки Линч и Сашу Бенкс; Шарлотта и Бекки Линч объединились с Пэйдж в команду « PCB», а Саша Бэнкс вошла в группировку «B.A.D.» с Таминой и Наоми. На Battleground Шарлотт победила Сашу Бэнкс и Бри Беллу. 10 августа на сайте WWE.com было объявлено, что на SummerSlam будет матч группировок на выбывание Team Bella против The B.A.D. против The PCB.
На Battleground The Prime Time Players (Даррен Янг и Тайтус О’Нил) победили The New Day (Кофи Кингстона и Биг И) и сохранили титулы Командных чемпионов WWE. На RAW от 20 июля Los Matadores (Диего и Фернандо) победили The Prime Time Players. На RAW от 27 июля Lucha Dragons (Калисто и Син Кара) победили Los Matadores. На SmackDown! от 30 июля Lucha Dragons и Los Matadores победили The New Day и The Ascension. На RAW от 3 августа The New Day и The Ascension победили Lucha Dragons и Los Matadores в матче реванше. На SmackDown! от 6 августа The Prime Time Players и Марк Генри победили The New Day. На RAW от 10 августа The New Day победили Los Matadores. 10 августа на сайте WWE.com было объявлено, что на SummerSlam The Prime Time Players (Даррен Янг и Тайтус О’Нил) будут защищать титулы против The New Day (Биг И, Кофи Кингстон или Ксавье Вудс) против Los Matadores (Диего и Фернандо) против The Lucha Dragons (Калисто и Син Кара).
На RAW от 20 июля Чемпион Соединенных Штатов WWE Джон Сина вступил в конфронтацию с Чемпионом мира в тяжёлом весе WWE Сетом Роллинсом, и захотел с ним сразится за титул но Сет отказался. На RAW от 27 июля Джон Сина вновь вызвал Сета Роллинса на матч, но вместо матча за титул Чемпиона мира в тяжёлом весе WWE, The Authority (Triple H и Стефани МакМэн) назначили матч за титул Чемпион Соединенных Штатов Джон Сина против Сета Роллинса, Сина победил но во время мачта сломал нос. На RAW от 3 августа Чемпион мира в тяжёлом весе WWE Сето Роллинс, вызвал Сину на матч на SummerSlam c условием «Победитель забирает все». 11 августа на шоу WWE Tough Enough Джон Сина принял вызов Сета Роллинса на матч.
На SmackDown! от 18 июня Кевин Оуэнс победил Сезаро. На RAW от 29 июня Сезаро победил Чемпиона Соединенных Штатов WWE Джона Сину, по дисквалификации, после вмешательства Оуэнса. На RAW от 20 июля Сезаро, Джон Сина и Рэнди Ортон победили Кевина Оуэнса, Русева и Шеймуса. На SmackDown! от 23 июля Кевин Оуэнс атаковал Сезаро во время его матча против Сета Роллинса. На RAW от 27 июля Сезаро напал на Оуэнса после его матча против Рэнди Ортона. На SmackDown! от 30 июля Оуэнс вновь атаковал Сезаро во время его матча-реванша с Сетом Роллинсом, после чего Дин Эмброус и Сезаро победили Кевина Оуэнса и Сета Роллинса. На SmackDown! от 13 августа было объявлено что на SummerSlam Сезаро будет противостоять Кевину Оуэнсу.
На Battleground Рэнди Ортон победил Шеймуса. На RAW от 20 июля Сезаро, Джон Сина и Рэнди Ортон победили Кевина Оуэнса, Русева и Шеймуса. На RAW от 27 июля Шеймус напал на Ортона во время его матча против Оуэнса. На RAW от 3 августа Рэнди Ортон, Дин Эмброус и Роман Рейнс победили Шеймуса, Брэя Уайатта и Люка Харпера. На RAW от 10 августа Ортон победил Чемпиона мира в тяжёлом весе WWE Сета Роллинса по дисквалификации, после вмешательства Шеймуса, после чего Шеймус попытался попытался реализовать кейс Money in the Bank, но был остановлен Ортоном. 17 августа на сайте WWE.com было объявлено, что на SummerSlam Рэнди Ортон встретится с Шеймусом.
17 августа на Raw было объявлено, что ведущим SummerSlam будет Джон Стюарт.

## Матчи
| №                                | Результат | Условия | Время |
| -------------------------------- | --- | --- | ----- |
| 1                                | Шеймус победил Рэнди Ортона | Одиночный матч                                                                                              | 12:14 |
| 2                                | The New Day (Биг И, Кофи Кингстон и Ксавье Вудс) победили The Prime Time Players (Даррен Янг и Тайтус О’Нил) (c), Los Matadores (Диего и Фернандо) (с Эль Торито), The Lucha Dragons (Калисто и Син Кара) | «Фатальный четырёхсторонний матч» за титул командных чемпионов WWE                                          | 11:22 |
| 3                                | Дольф Зигглер (с Ланой) против Русева (с Саммер Рэй) закончился без результата | Одиночный матч                                                                                              | 11:50 |
| 4                                | Стивен Амелл и Невилл победили Стардаста и Короля Барретта | Командный матч                                                                                              | 7:35  |
| 5                                | Райбэк (c) победил Биг Шоу и Миза | Матч «тройная угроза» за титул интерконтинентального чемпиона WWE                                           | 5:32  |
| 6                                | Роман Рейнс и Дин Эмброуз победили Брэя Уайатта и Люка Харпера | Командный матч                                                                                              | 10:55 |
| 7                                | Чемпион WWE в тяжёлом весе Сет Роллинс победил чемпиона Соединённых Штатов Джона Сину | Матч «победитель забирает всё» за титул чемпиона Соединённых Штатов WWE и титул чемпиона WWE в тяжёлом весе | 19:24 |
| 8                                | PCB (Пейдж, Шарлотта и Бекки Линч) победила Команду Белл (Близняшки Белла (Бри Белла и Никки Белла) и Алисия Фокс) и команду B.A.D. (Наоми, Саша Бэнкс и Тамина)                                          | Трёхсторонний женский командный матч на выбывание                                                           | 15:18 |
| 9                                | Кевин Оуэнс победил Сезаро | Одиночный матч                                                                                              | 14:16 |
| 10                               | Гробовщик победил Брока Леснара (с Полом Хейманом) | Одиночный матч                                                                                              | 17:10 |
| (c) — чемпион на момент поединка | | |       |